# Malinta, Ohio
Malinta, Ohio (енгл. Malinta) град је у америчкој савезној држави Охајо.

## Демографија
По попису из 2010. године број становника је 265, што је 20 (-7,0%) становника мање него 2000. године.
| Група             | 2000.       | 2010.       |
| Белци             | 264 (92,6%) | 219 (82,6%) |
| Афроамериканци    | 0 (0,0%)    | 1 (0,4%)    |
| Азијати           | 1 (0,4%)    | 1 (0,4%)    |
| Хиспаноамериканци | 17 (6,0%)   | 37 (14,0%)  |
| Укупно            | 285         | 265         |